# Eurycorypha montana
Eurycorypha montana är en insektsart som beskrevs av Sjöstedt 1902. Eurycorypha montana ingår i släktet Eurycorypha och familjen vårtbitare. Inga underarter finns listade i Catalogue of Life.